# Ende Neu
Ende Neu (рус. «Окончание нового») — седьмой студийный альбом немецкой группы Einstürzende Neubauten, вышедший в 1996 году. Пластинка записывалась около двух лет, в период с 1994 по 1996 год. Ende Neu стал последним альбомом, в записи которого принимал участие Ф. М. Айнхайт.

## Об альбоме
В целом Ende Neu не получил высоких оценок, несмотря на то, что критиками был принят довольно тепло. Редакция издания Музыкальная газета в рецензии к альбому отмечала, что «„новостройки“ своей аурой больше всего напоминали атмосферу кафкианских притч <…> а сам Бликса Баргельд больше всего походил на героя какой-нибудь гофмановской сказки („Крошка Цахес“, например)»; данный ресурс назвал пластинку «одной из лучших „альтернативных“ программ уходящего года». Рецензент Allmusic Грэг Мэтэрли также находил параллели с творчеством Франца Кафки в композиции «Der Schacht Von Babel». Критик также отмечал Ende Neu как «более стратегическое» и «более зрелое» произведение Einstürzende Neubauten.

## Список композиций
1. «Was Ist Ist» — 3:29
2. «Stella Maris» — 5:18
3. «Die Explosion im Festspielhaus» — 4:30
4. «Installation No. 1» — 4:29
5. «NNNAAAMMM» — 10:59
6. «Ende Neu» — 4:57
7. «The Garden» — 5:24
8. «Der Schacht von Babel» — 2:46
9. «Bili Rubin» — 3:00